# James Wells Champney

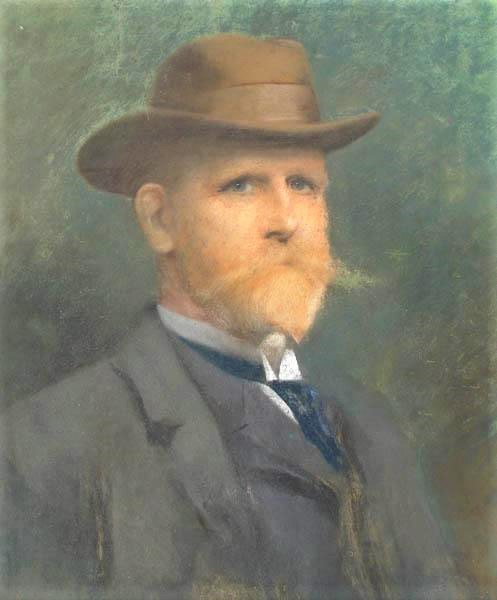
James Wells Champney (Selbstporträt)

James Wells Champney, genannt „Champ“ (* 16. Juli 1843 in Boston, Massachusetts; † 1. Mai 1903 in New York) war ein US-amerikanischer Maler (Genre- und Porträtmalerei).

## Leben
James Wells Champney war der Cousin des Landschaftsmalers Benjamin Champney (1817–1907).
Seinen ersten künstlerischen Unterricht erfuhr Champney am Lowell Institute in seiner Heimatstadt; parallel dazu besuchte er die Anatomie-Vorlesungen von Oliver Holmes. 1859 begann er eine Lehre zum Xylographen, brach diese aber 1862 ab, um als Freiwilliger im Bürgerkrieg zu kämpfen.
1864 erkrankte Champney an Malaria und musste die Armee verlassen. Er kehrte nach Boston zurück und lehrte nach seiner Gesundung ab 1864 für zwei Jahre am Young Ladies Seminary von Diocletian Lewis. Im Oktober 1866 reiste Champney nach Europa, um sich als Maler weiter zu bilden. Nach einem kurzen Aufenthalt in London wurde er Schüler von Edouard Frère an der École des Beaux-Arts in Paris. 1868 ging er zu Joseph van Lerius an die Koninklijke Academie voor Schone Kunsten Antwerpen, wo er im gleichen Jahr den ersten Platz im Zeichnen errang.
Kurz vor Ausbruch des Deutsch-Französischen Kriegs kehrte Champney in die Vereinigten Staaten zurück. Er ließ sich in seiner Heimatstadt nieder und gründete ein Atelier. Von 1873 bis 1874 war er als Maler in New Orleans tätig. Im Mai 1873 heiratete er die Schriftstellerin Elizabeth Williams und hatte mit ihr zwei Kinder: Edouard Frère (1874–1929) und Maria Mitchell (1877–1906).
Im selben Jahr machte er die Bekanntschaft des Verlegers Charles Scribner (Scribner’s Monthly). Dieser engagierte ihn, James Kings Reisebericht „The Great South“ zu illustrieren und schickte ihn dafür nach New York. Dort eröffnete Champney ein Atelier. Er spezialisierte sich auf Genremalerei und ließ als einer der ersten amerikanischen Künstler impressionistische Elemente in sein Werk einfließen.
Zwischen 1877 und 1884 war Champney Dozent am Smith College und während dieser Zeit experimentierte er auch ausführlich mit Pastellmalerei. 1882 wurde er zum assoziierten Mitglied (ANA) der National Academy of Design gewählt. Als Höhepunkt seines Schaffens gilt die Ausstellung 1897 bei Knoedler's Gallery.
James Wells Champney starb am 1. Mai 1903 durch einen Sturz in den Fahrstuhlschacht während eines Besuchs des Camera Clubs in New York. Er hinterließ seine Frau, seinen Sohn, den Architekten F. E. Champney, sowie seine Tochter Marie Humphrey, die als Miniaturmalerin lokale Bekanntheit erlangte.

## Werke (Auswahl)
Ölgemälde
- The Coquette. 1885.
- The Fan. 1882.
- The little beggar. 1874.
- The lesson. 1874.
- Housekeeping. 1882.
- Deerfield Valley. 1877.

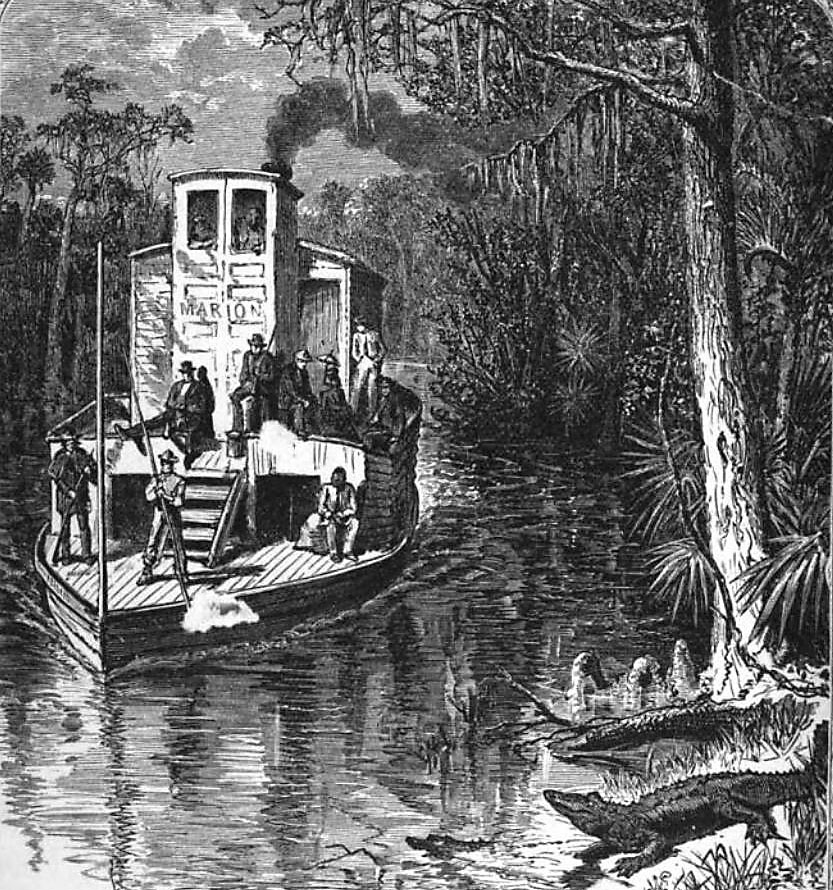
Illustration von James Wells Champney: On the Ocklawaha River, Florida. (1873)

- Carter Notch from the Wildcat River. 1854.
- Puss-in-Boots. 1875.
- Hide and seek. 1885.

Porträts
- Darling Elizabeth. 1875.
- Oliver Wendell Holmes, Sr.
- Diocletian Lewis.

## Ausstellungen (Auswahl)
- 1869 und 1875: Salon de Paris
- 1876: Centennial Exhibition
- 1882: Southern Art Union
- 1893: Columbian Exposition in Chicago
- 1897: Tennessee Centennial Exposition in Nashville
- 1897: Knoedler's Gallery